# Ligament ptérygo-épineux
Le ligament ptérygo-épineux est un ligament qui relie l'épine de l’os sphénoïde au processus ptérygoïde.

## Variation
Le ligament ptérygo-épineux s'ossifie parfois. Dans ce cas, entre son bord supérieur et la base du crâne, un foramen se forme : le foramen ptérygo-épineux qui donne passage aux branches du nerf mandibulaire qui innervent les muscles de la mastication.